# Landsteiner (cratera)
Landsteiner é uma pequena cratera de impacto lunar, localizada na área central de Mare Imbrium.
A aproximadamente 146 km a sudeste, está situada a grande cratera de impacto Timocharis e no sudoeste está localizada outra grande cratera de impacto chamada Lambert.

## Dados
É uma cratera circular, sem nenhuma espécie de erosão aparente.
Landsteiner possui um diâmetro superficial de 6 km e uma profundidade de 1.4 km.